# HRP-2

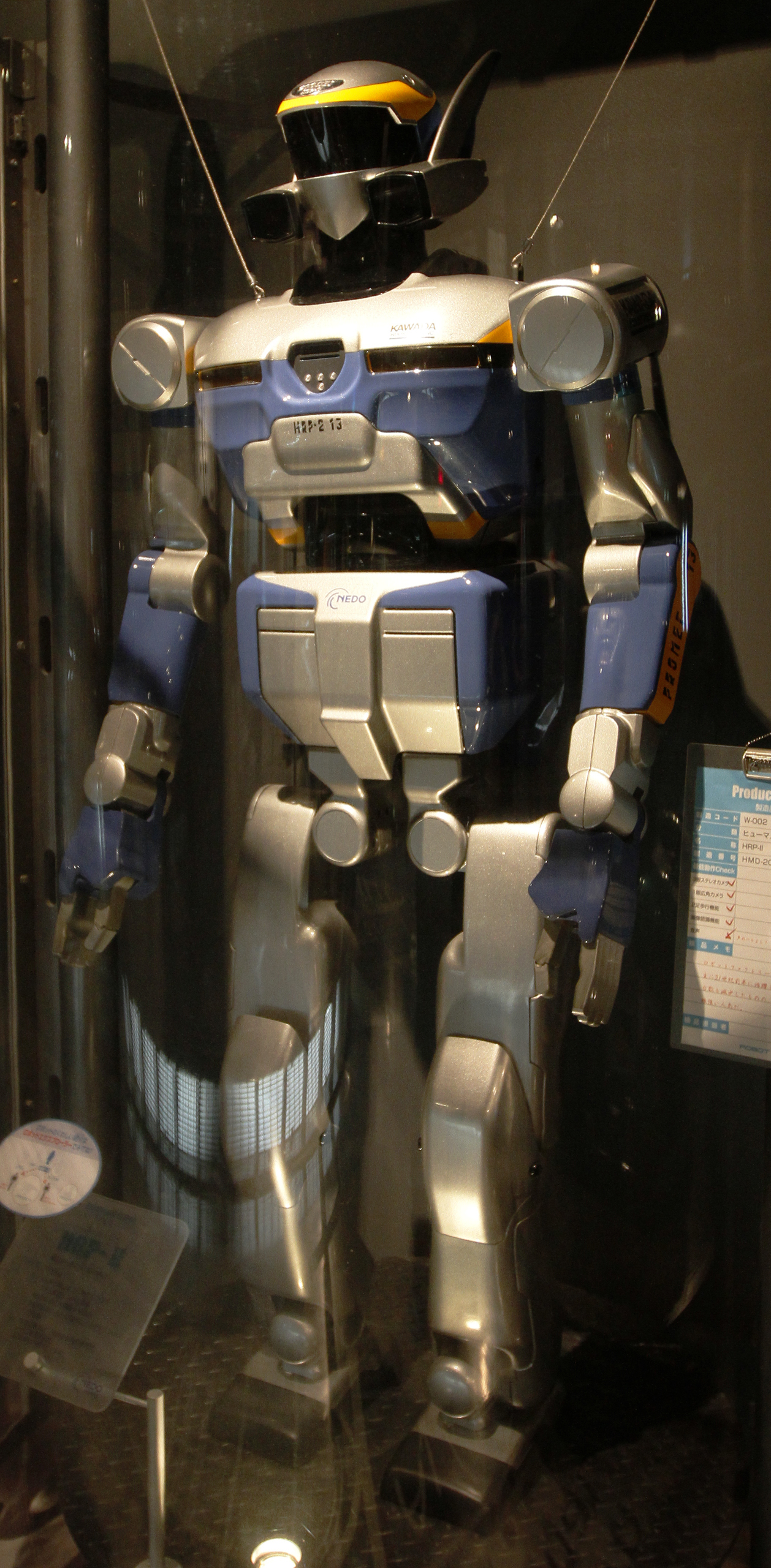
HRP-2

HRP-2（エイチアールピー・ツー）は、通商産業省の「人間協調・共存型ロボットシステム」研究開発事業で2003年（平成15年）に開発された二足歩行ロボット。

## 概要
産業技術総合研究所、川田工業、安川電機、清水建設、の共同研究で開発され、外装はパトレイバーシリーズのメカニックデザイナーの出渕裕がデザインした。愛称はPromet（プロメテ）。2003年、第34回星雲賞自由部門を受賞。
後継機は、2007年6月にHRP-3（エイチアールピー・スリー）、2009年3月16日にHRP-4C（エイチアールピー・フォーシー）が発表された。
2017年9月5日に国立科学博物館の定めた重要科学技術史資料（通称:未来技術遺産）の第00227号として登録された。
また、派生機としてHRP-2改という機体も存在しており、デザインは手のパーツと顔が変わったくらいにしか見えないが、内部は普通のHRP-2と全く違ってほぼ新規設計になっている。

## 特徴

### 構造
身長154センチメートル、体重58キログラム、横幅62センチメートル。腰部の2自由度を含めて全身で30自由度を持つ。ASIMOなどと異なり、背中にバックパックを背負っておらず非常にスリムな形状である。股関節の片持ち構造を特徴とし、平均台など隘路の歩行が可能になっている。

### センサ
頭部に三眼ステレオカメラ、胴部に3軸の振動ジャイロセンサと3軸加速度センサ、両手首・足首に6軸の力センサが搭載されている。カメラの内二つは頬のダクト状部分に納められている。

### 実現可能な行動
- 背中のバックパックを廃し、仰向けやうつ伏せに転倒した場合でも安全に起き上がる転倒回復技術を得た。
- 畳一畳ほどの大きなパネルの片方を人間が持ち、残りの片方をHRP-2が持ち、協調して運ぶ行動。
- 2004年4月のプレスリリースで、以下のような行動のデモンストレーションが公開された。
  - 天井の低い場所を四つん這いになって進む行動。
  - 机に手をついてバランスをとりながら作業行動。
  - 床に置いてある重い物体を押す行動。
  - 手すりを使って高い段差を上る行動。
- 2005年1月に、産業総合研究所と東京大学生産技術研究所の合同で、モーションキャプチャしたデータを元に『会津磐梯山』を師範と一緒に踊る。

## 産業応用
川田工業がレンタル事業を手掛けており、ハードウェアのレンタル価格は3800万円/5年間（税別）、メンテナンス価格は400万円/年（税別）である。制御ソフトウェアは、ゼネラルロボティクス社が販売価格400万円（税別）、メンテナンス価格60万円/年（税別）で扱う。しかし事実上は展示以上の実用的な作業は不可能である。